# Domarin
Domarin ist eine französische Gemeinde mit 1.670 Einwohnern (Stand: 1. Januar 2022) im Département Isère in der Region Auvergne-Rhône-Alpes. Sie gehört zum Arrondissement La Tour-du-Pin und zum Kanton Bourgoin-Jallieu.

## Geografie
Die Gemeinde Domarin befindet sich in Hanglage über dem Bourbretal als südwestlicher Vorort der Stadt Bourgoin-Jallieu und liegt etwa 40 Kilometer südöstlich von Lyon. Umgeben wird Domarin von den Nachbargemeinden Bourgoin-Jallieu im Norden und Nordosten, Maubec im Osten und Südosten, Chèzeneuve im Süden und Südwesten sowie Saint-Alban-de-Roche im Südwesten und Westen.

## Bevölkerungsentwicklung
| Jahr                       | 1962 | 1968 | 1975 | 1982 | 1990 | 1999 | 2006 | 2012 | 2021 |
| Einwohner                  | 553  | 610  | 846  | 1253 | 1382 | 1428 | 1414 | 1431 | 1681 |
| Quellen: Cassini und INSEE |      |      |      |      |      |      |      |      |      |

## Sehenswürdigkeiten

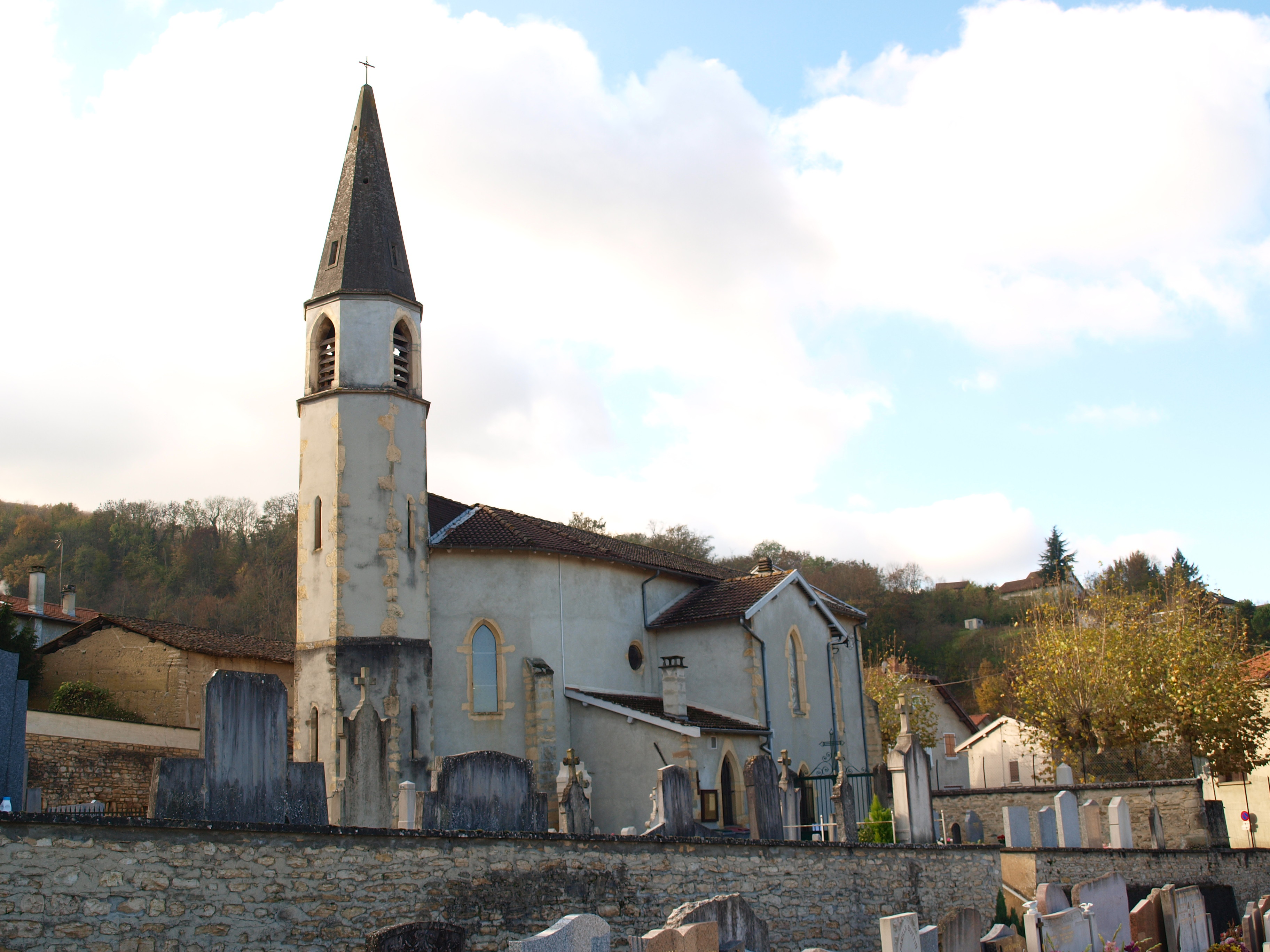
Kirche Saint-Roch
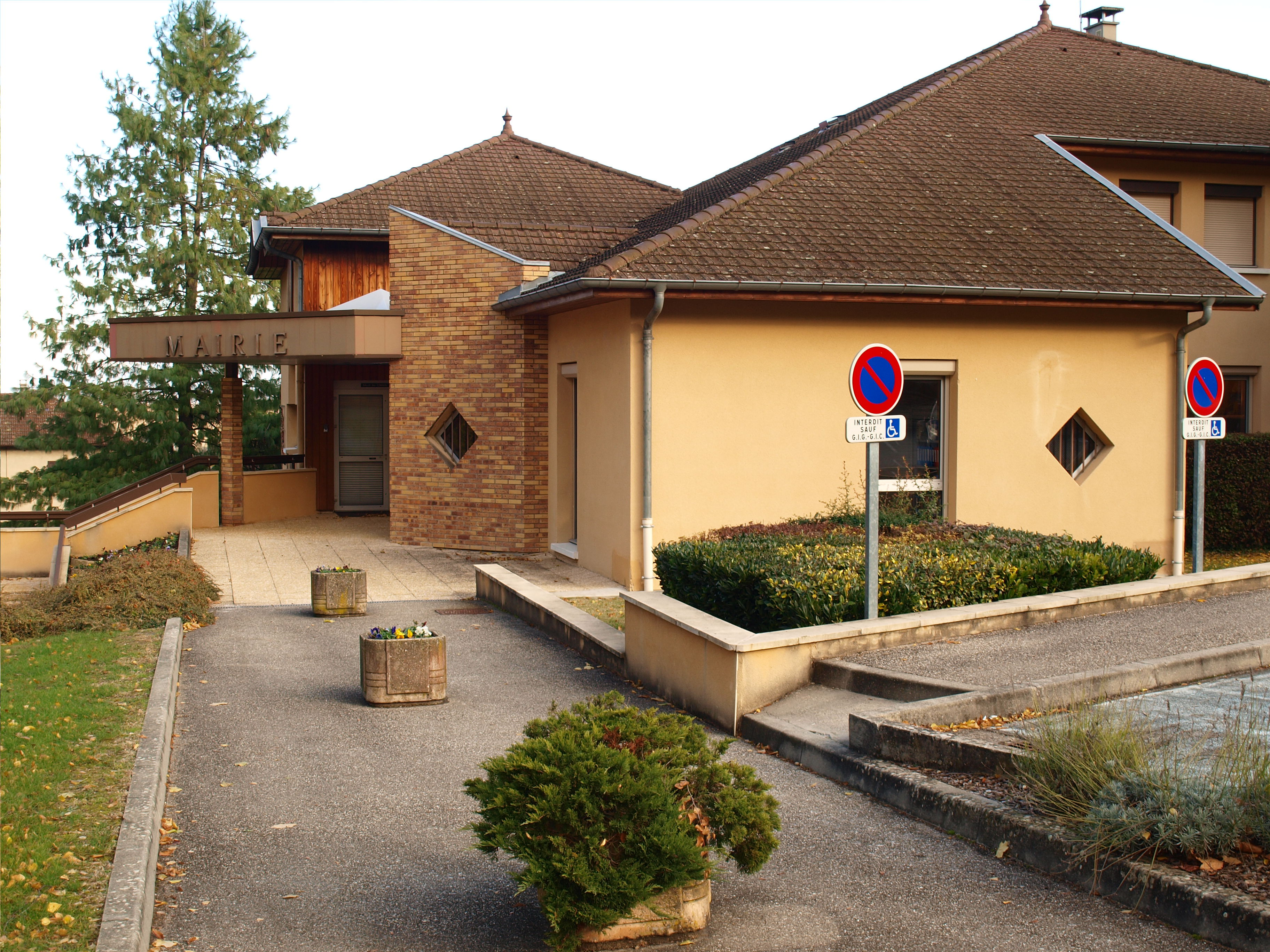
Rathaus (mairie)
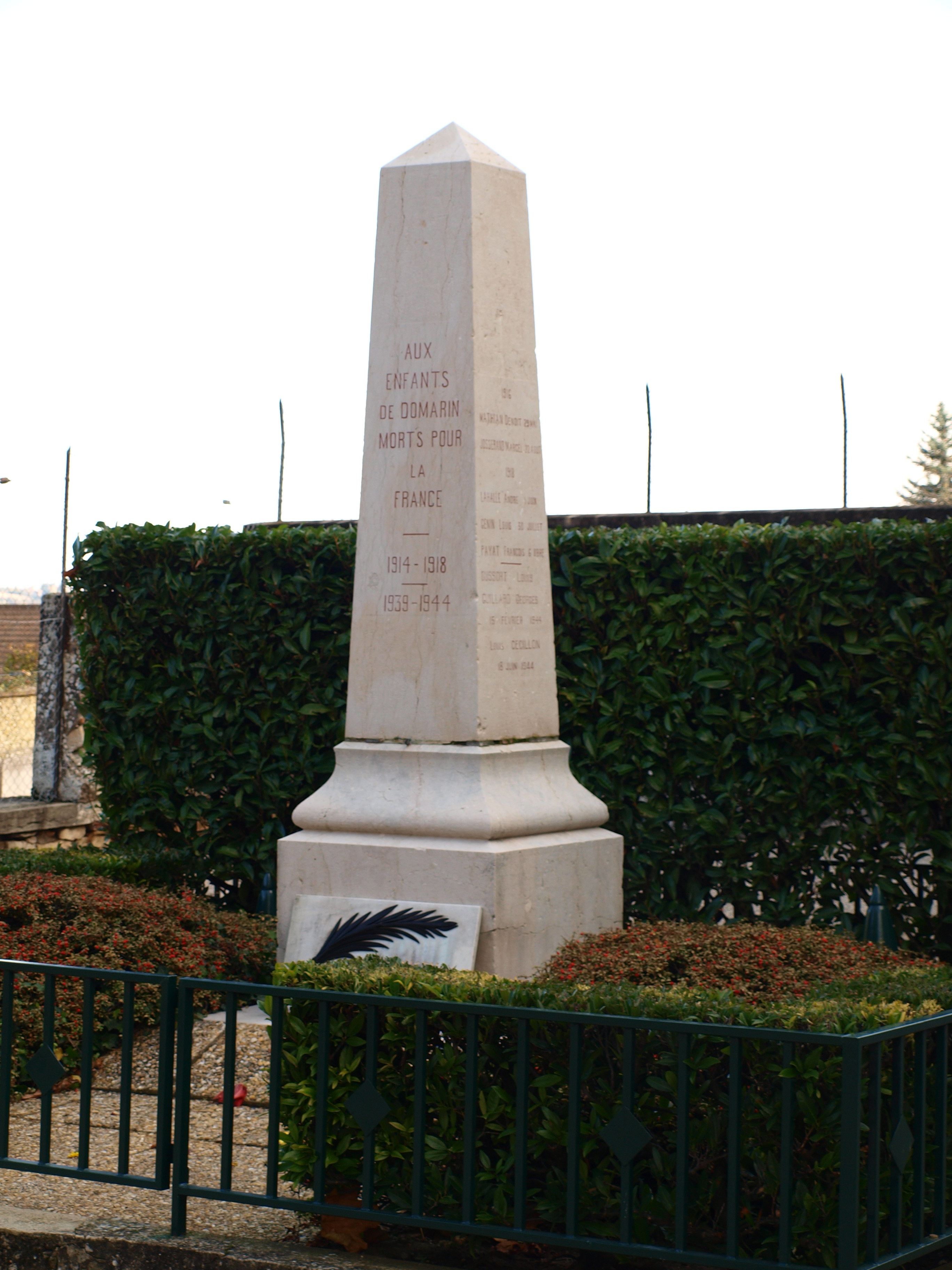
Gefallenendenkmal

- Kirche Saint-Roch
- Rathaus (mairie)
- Gefallenendenkmal